# Dendrobium bulbophylloides
Dendrobium bulbophylloides är en orkidéart som beskrevs av Rudolf Schlechter. Dendrobium bulbophylloides ingår i släktet Dendrobium, och familjen orkidéer. Inga underarter finns listade i Catalogue of Life.